# 北区立赤羽岩淵中学校
北区立赤羽岩淵中学校（きたくりつ あかばねいわぶちちゅうがっこう)は、東京都北区赤羽に設置されている公立中学校である。

## 沿革
- 1947年（昭和22年） - 当校前身校の北区立赤羽中学校、北区立岩淵中学校の2校が開校
- 2009年（平成21年）
  - 4月1日 - 両校が統合され、北区立赤羽岩淵中学校として創立
  - 4月6日 - 開校式を敢行
  - 4月7日 - 旧赤羽中学校校舎にて授業開始
- 2014年（平成26年）4月1日 - 旧岩淵中学校校舎跡地に新校舎が完成し移転する
- 2015年（平成27年）1月29日 - 北区学校保健優良校として表彰される
- 2016年（平成28年）4月1日 - 日本語学級が北区立稲付中学校より移転される